# Chelifera sinensis
Chelifera sinensis är en tvåvingeart som beskrevs av Yang 1995. Chelifera sinensis ingår i släktet Chelifera och familjen dansflugor.
Artens utbredningsområde är Zhejiang (Kina). Inga underarter finns listade i Catalogue of Life.